# Medalja zasluge za narod
Medalja zasluge za narod je bila odlikovanje Socijalističke Federativne Republike Jugoslavije. Ustanovljena je 9. juna 1945. godine, Zakonom o ordenima i medaljama DFJ, kao 18. u važnosnom redu odlikovanja, a od medalja kao druga po važnosti.
U prvom periodu njena namena nije bila definisana, ali se pretpostavlja da se dodeljivala za slične zasluge kao i Orden zasluge za narod. Zakonom iz 1955. godine je propisano da se ova medalja dodeljuje za „zasluge stečene u borbi protiv neprijatelja za oslobođenje zemlje, kao i zasluge na organizovanju i učvršćivanju narodne vlasti”.
Izmenama zakona 1973. godine, njena namena je promenjena pa se ona dodeljivala za „zasluge stečene u borbi protiv neprijatelja za oslobođenje zemlje kao i za doprinos izgradnji i razvitku samoupravnog socijalističkog društva”.
Medalja je nošena na levoj strani grudi. Do kraja 1973. godine dodeljeno je ukupno 414.791, a u narednih 12 godina još svega 15.875 ovih medalja.

## Izgled medalje
Medalju je dizajnirao akademski slikar Đorđe Andrejević Kun. Izrađivana je od pozlaćene legure, sa visokim sjajem ili od patiniranog zlata. Oblikom je okrugla, prečnika 37 mm, i debljine 2 mm.
Opis medalje je definisan 1957. godine. Na licu, u plitkom reljefu nalaze se osnovni elementi Ordena zasluge za narod: u sredini petokrake zvezde je lik borca sa zastavom u ruci, a između krakova zvezde izlazi pet zrakova u dvodelnoj formi. Na naličju se, unutar lovorovog venca, nalazi naziv medalje, ispisan u tri reda velikim slovima, ćiriličkim ili latiničkim.
Traka koja nosi medalju široka je 20 mm, složena je u petougao, i crvene je boje sa četiri uzdužne plave pruge. Znak medalje je širok 36 mm, a prevučen je svilom crvene boje sa četiri plave pruge.

## Galerija
- Uverenje o dodeli medalje, iz 1961. godine